# Михаил Иванов (футболист)
Вижте пояснителната страница за други личности с името Михаил Иванов.
Михаил Иванов е български футболист, вратар на Царско село (София). Роден е 7 август 1989 г. в София.

## Кариера
Започва кариерата си в юношеските формации на Левски, но през 2004 заминава за Италия, където тренира в академията Ренато Кури. През 2006 г. преминава в Сиена. Играе две години в примаверата на отбора, като през сезон 2008/09 е избран за най-добър вратар в първенството. На 30 август 2009 попада в групата на мъжкия отбор за мача с Каляри, завършил с победа с 3:1 за „черно-белите“.
През лятото на 2010 отива под наем във Фоджа, намиращ се по това време в Серия Ц.Там той изиграва 16 мача, в 5 от които не допуска гол.
През юни 2011 се завръща в Сиена, но титуляр е сръбският национал Желко Бъркич и Иванов отново не получава шанс. В началото на 2012 преминава под наем в Пиаченца. В първите си 2 мача за тях, вратарят не допуска гол.
След като договорът му със Сиена изтича, през август 2012 г. Михаил подписва с Ботев (Враца). Изиграва 11 мача в шампионата. В началото на 2013 е привлечен в Левски (София).
След като помага на Витоша (Бистрица) за промоцията в Б група, се завръща в Сиена.

### Ботев Пловдив
На 9 юли 2014 г. Мишо Иванов подписва двугодишен договор с Ботев Пловдив. Дебютира с екипа на „канарчетата“ при победата над Локомотив София в първия кръг на А група за сезон 2014/2015 и не допуска гол в този мач . На 25 юли 2015 е уволнен от Ботев Пловдив след разгрома от Монтана с 6-0 във втория кръг на А група.